# ペルル (原子力潜水艦)
ペルル（フランス語：Perle, S 606）は、フランス海軍のリュビ級原子力潜水艦6番艦であるが、船型や戦闘システムの改良を目的としたアメティスト改正による分類の場合は2番艦となる。艦名は真珠を意味するフランス語。

## 艦歴
「ペルル」は、DCNシェルブール工廠で建造された。1987年3月27日に起工、1990年9月20日に進水。1993年7月7日に就役し、トゥーロン海軍基地に配備される。
2020年6月12日、トゥーロン基地に入港数ヶ月を予定した規模の整備中に火災事故を起こす。核燃料や武器（ミサイル、魚雷、弾薬）は搭載されていなかったとしている。放射能漏れもなかった。
事故後には廃艦が検討されたが、2019年7月に退役したサフィールの前半分を流用して修理が行われることとなった。ペルルは12月10日に半潜没輸送船に搭載されてトゥーロンを出航し、修理に関する設備が充実するシェルブールに運ばれた。この修理により、全長が1.4m長くなる見込みである。